# Gilbert de Lannoy

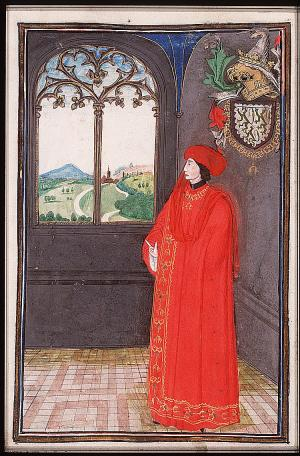
Gilbert de Lannoy

Gilbert de Lannoy (ur. 1386, zm. 1462) – flamandzki podróżnik i dyplomata.

## Życiorys
Był synem Gilberta I de Lannoy i Katarzyny Molembais. Był uczestnikiem: wojny o Biskupstwo Liège, walk Armaniaków z Burgundczykami we Francji, Wielkiej wojny z zakonem krzyżackim (po stronie krzyżackiej), bitwy pod Azincourt. Następnie w służbie Filipa III Dobrego był wysyłany w misjach dyplomatycznych do Anglii (gdzie został 
ambasadorem Henryka V), krzyżaków, Polski, Wielkiego Księstwa Litewskiego , Wielkiego Księstwa Moskiewskiego. Był jednym z negocjatorów Traktatu w Troyes (1420). W 1421 roku został wysłany przez Henryka V Lancastera do Palestyny w celu podjęcia możliwości zorganizowania w przyszłości krucjaty, która miałaby na celu odbudowę Królestwa Jerozolimy. Z podróży napisał sprawozdanie (Les Pelerinages de Surye et de Egipte, 1826). Swoje peregrynacje w regionie Europy Środkowej opisał w Voyages et Ambassades (1840). Około 1440 Lannoy napisał L'Instrukcja de josne Prince.